# Emil Herrmann

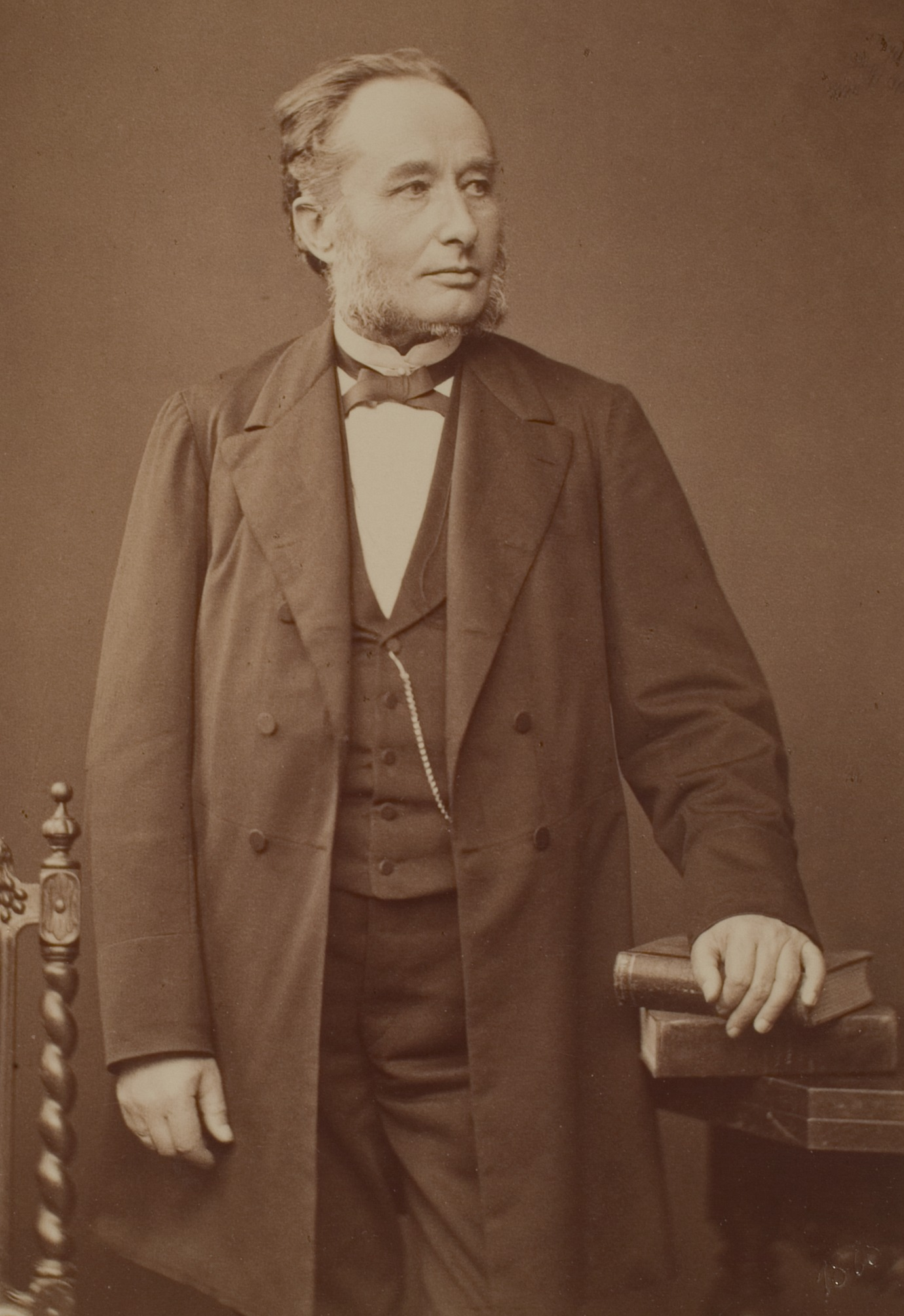
Emil Herrmann

Emil Herrmann (* 9. April 1812 in Dresden; † 16. April 1885 in Gotha) war ein deutscher Kirchenrechtler und Politiker.

## Leben und Beruf
Emil Herrmann, Sohn eines sächsischen Kriegsgerichtsrates, begann im Wintersemester 1829/30 das Jurastudium in Leipzig. Er trat der Leipziger Burschenschaft bei. 1832 bestand er das Staatsexamen und erwarb 1834 in Leipzig die juristische Doktorwürde. Kurze Zeit danach habilitierte er sich dort als Privatdozent. 1836 wurde er außerordentlicher Professor der Rechte an der Christian-Albrechts-Universität zu Kiel, 1842 dort ordentlicher Professor. Er gehörte zu den neun Professoren, die öffentlich gegen dänische Bestrebungen protestierten, die Rechte des Herzogtums Schleswig zu beschneiden. 1847 nahm er einen Ruf an die Georg-August-Universität Göttingen an. Im Frühjahr 1848 war er Förderer der gerade gegründeten Burschenschaft Hannovera, die ihn als Ehrenmitglied ernannte.
1849 gehörte er als Vizepräsident der Ersten Ständekammer des Königreiches Hannover an. 1868 wechselte er an die Ruprecht-Karls-Universität Heidelberg. Zeitweilig war er Mitglied der Ersten Kammer des Großherzogtums Baden. 
Infolge seiner vielfältigen kirchenrechtlichen Abhandlungen und als Präsident des Deutschen Evangelischen Kirchentages von 1864 bis 1872 genoss er in protestantischen Kreisen hohes Ansehen. Deshalb ist es nicht verwunderlich, dass Emil Herrmann 1872 zum Präsidenten des Evangelischen Oberkirchenrats der Altpreußischen Union in Berlin ernannt wurde. Dort erwarb er sich Verdienste mit der Reform der Kirchenverfassung für die östlichen Provinzen des Königreichs Preußen. Diese erhielten für ihre Betätigung eine Kirchengemeinde- und Synodalordnung, d. h. im Grundsatz bekamen die Gemeindemitglieder mehr Mitsprache- und Mitwirkungsrechte, wie das z. B. im Rheinland und in Westfalen bereits der Fall war. Damit waren konservative Gruppierungen innerhalb der altpreußischen evangelischen Kirche nicht einverstanden. Auch Kaiser Wilhelm I. missfiel die Reform, weil er als preußischer König sein landesherrliches Kirchenregiment (summus episcopus) für gefährdet hielt. Emil Herrmann sah sich daher gezwungen, im November 1877 um seine Entlassung zu bitten, die ihm im März 1878 gewährt wurde. Er zog zunächst wieder nach Heidelberg und später nach Gotha, wo er seinen Lebensabend verbrachte.
Emil Hermann trat 1874 der Gesetzlosen Gesellschaft zu Berlin bei, einem 1809 gegründeten, heute noch bestehenden Herrenclub, der sich der Pflege von Tradition, Kultur und Wissenschaft verpflichtet fühlt.

## Schriften
- Zur Beurteilung des Entwurfs eines Kriminalgesetzbuches für das Königreich Sachsen (Leipzig 1836)
- Johann Freiherr zu Schwarzenberg (Leipzig 1841)
- zus. m. Niels Nicolaus Falck, Marcus Tönsen u. a. (Hgg.): Staats- und Erbrecht des Herzogtums Schleswig: Kritik des Commissionsbedenkens über die Successionsverhältnisse des Herzogthums Schleswig (Hamburg 1846)
- Über die Stellung der Religionsgemeinschaften im Staat (Göttingen 1849)
- Zur Beurteilung des Entwurfs der badischen Kirchenverfassung (Göttingen 1861)
- Über den Entwurf einer Kirchenordnung für die sächsische Landeskirche (Berlin 1861)
- Die notwendigen Grundlagen einer die konsistoriale und synodale Ordnung vereinigenden Kirchenverfassung (Berlin 1862)
- Das staatliche Veto bei Bischofswahlen nach dem Rechte der oberrheinischen Kirchenprovinz (Heidelberg 1869)
- Grundriß zu Vorlesungen über das deutsche Strafrecht (Heidelberg 1871)